# Odakyū série 60000
La série 60000 (60000形, 60000-gata) est un type de rame automotrice électrique exploité par la compagnie Odakyu sur les services Romancecar au Japon. Elle est aussi appelée Romancecar MSE (Multi Super Express).

## Description
La série comprend huit exemplaires fabriqués par Nippon Sharyo, cinq rames à 6 voitures et trois rames à 4 voitures pouvant être accouplées pour former des trains de 10 voitures. Le cabinet Noriaki Okabe Architecture Network s'est chargé du design.
Les cabines possèdent des portes d'évacuation nécessaires pour circuler sur le réseau du métro de Tokyo.

## Histoire
Les premières rames de la série 60000 ont été introduites le 15 mars 2008. La série a remporté un Good Design Award en 2008, un Brunel Award en 2008 et un Blue Ribbon Award en 2009.

## Services
Les rames circulent sur le réseau Odakyu, mais également sur la ligne Hakone Tozan, la ligne Gotemba de la JR Central, et la ligne Chiyoda du Tokyo Metro.

## Galerie photos

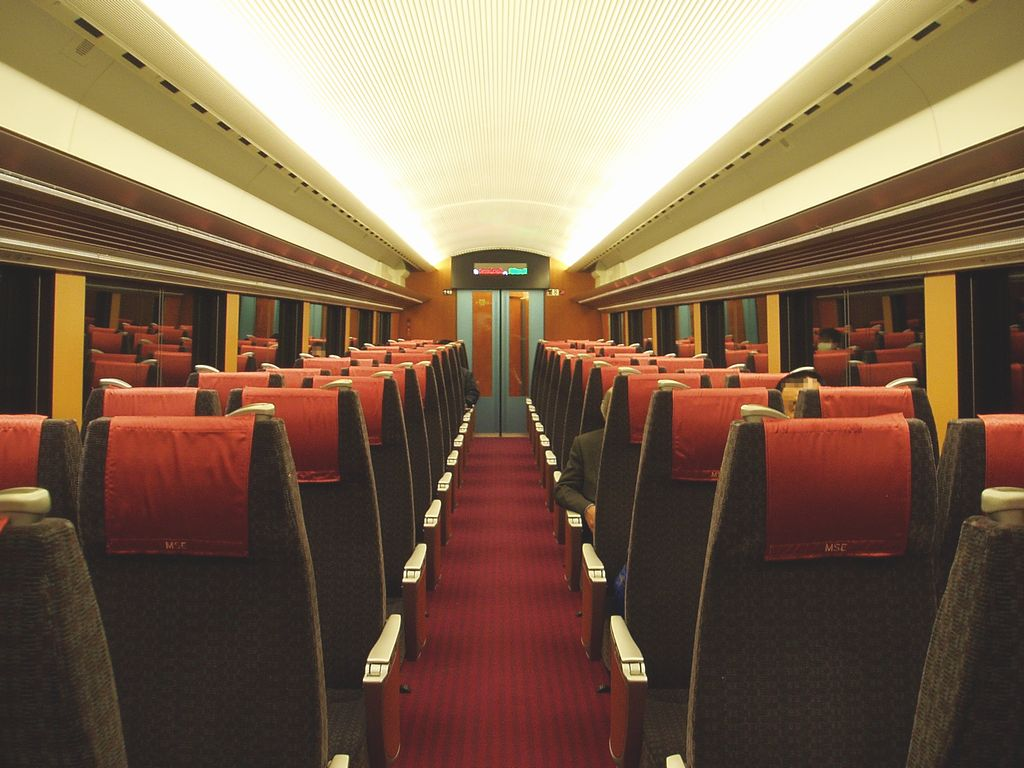
Aménagement intérieur.
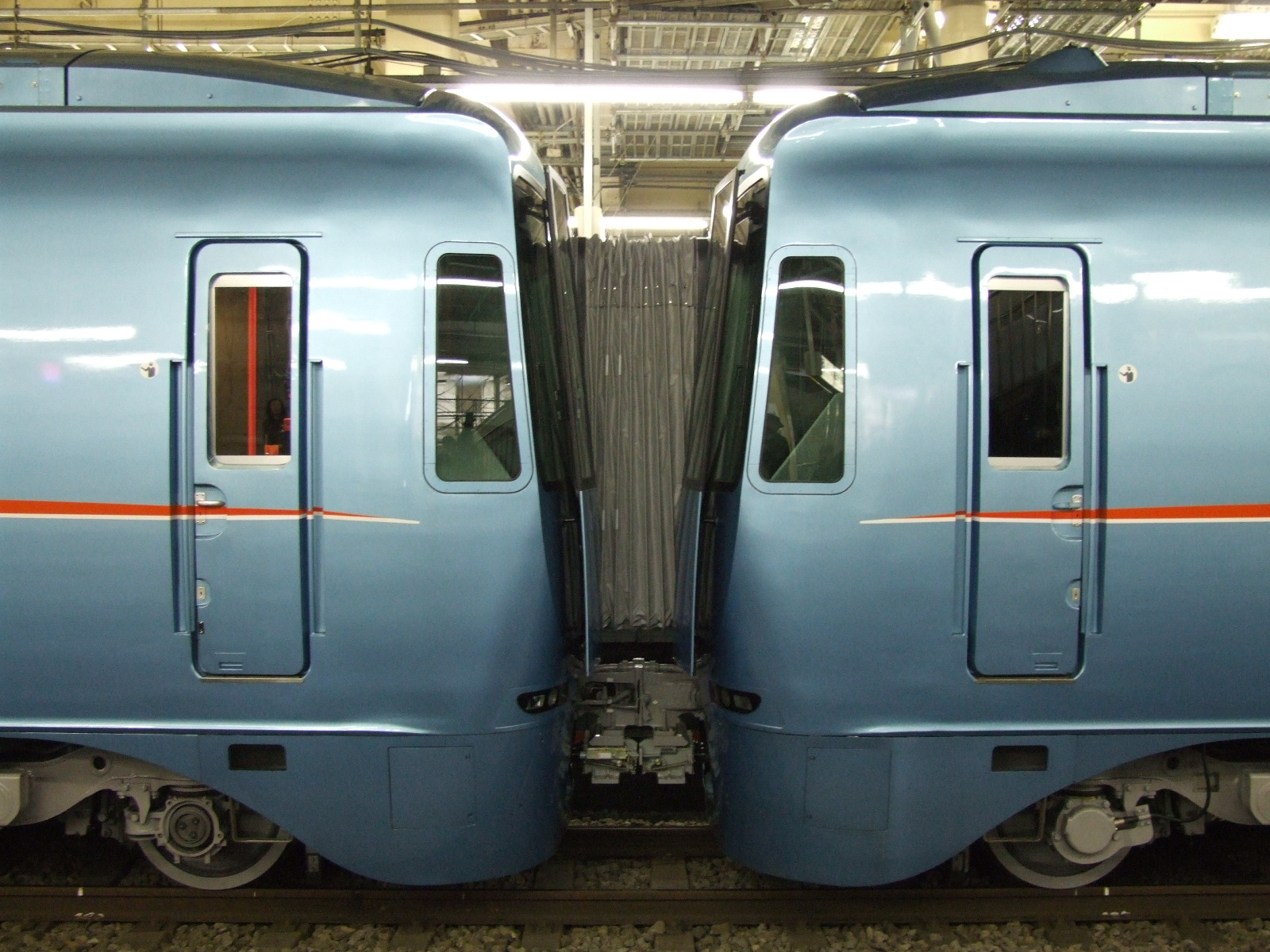
Deux rames accouplées
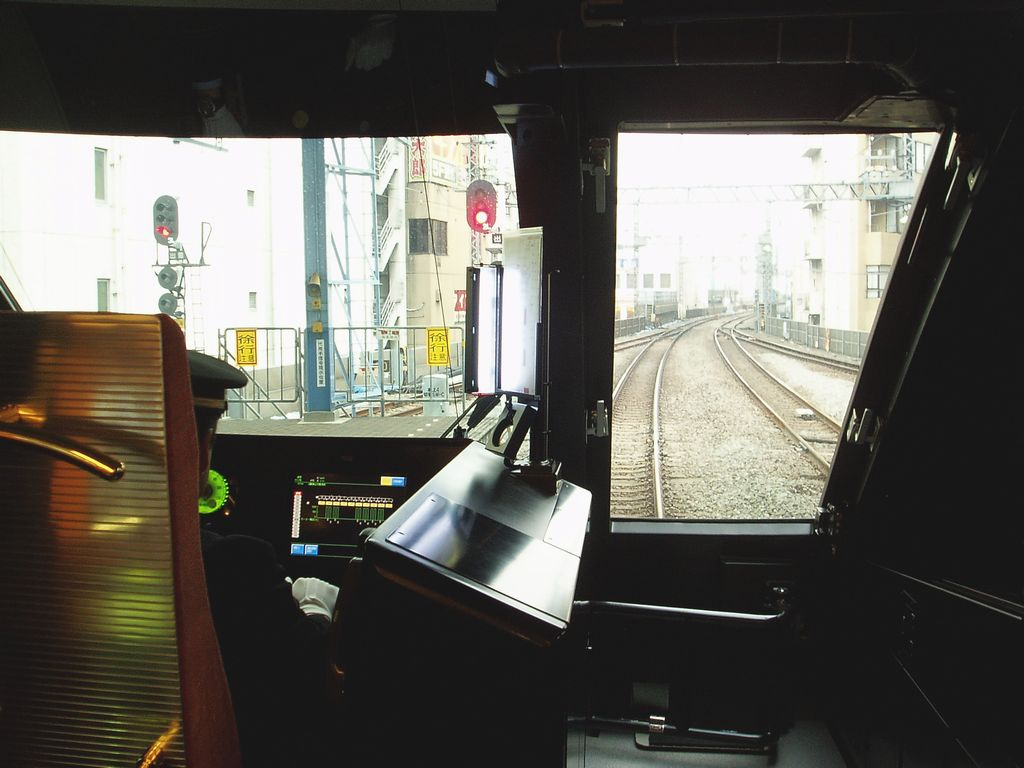
Cabine de conduite